# 낙동정맥

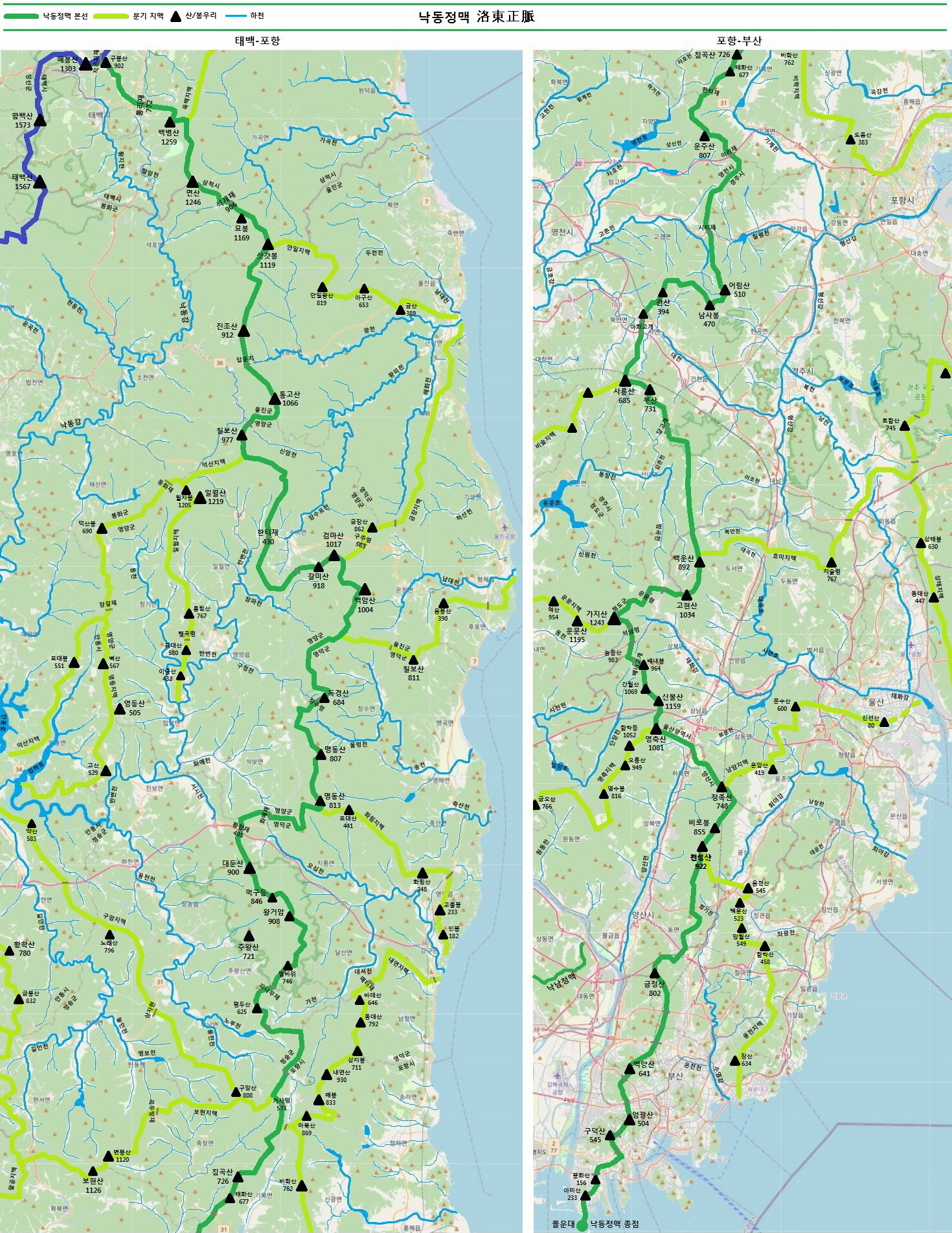
낙동정맥 전 구간과 낙동정맥에서 분기하는 지맥

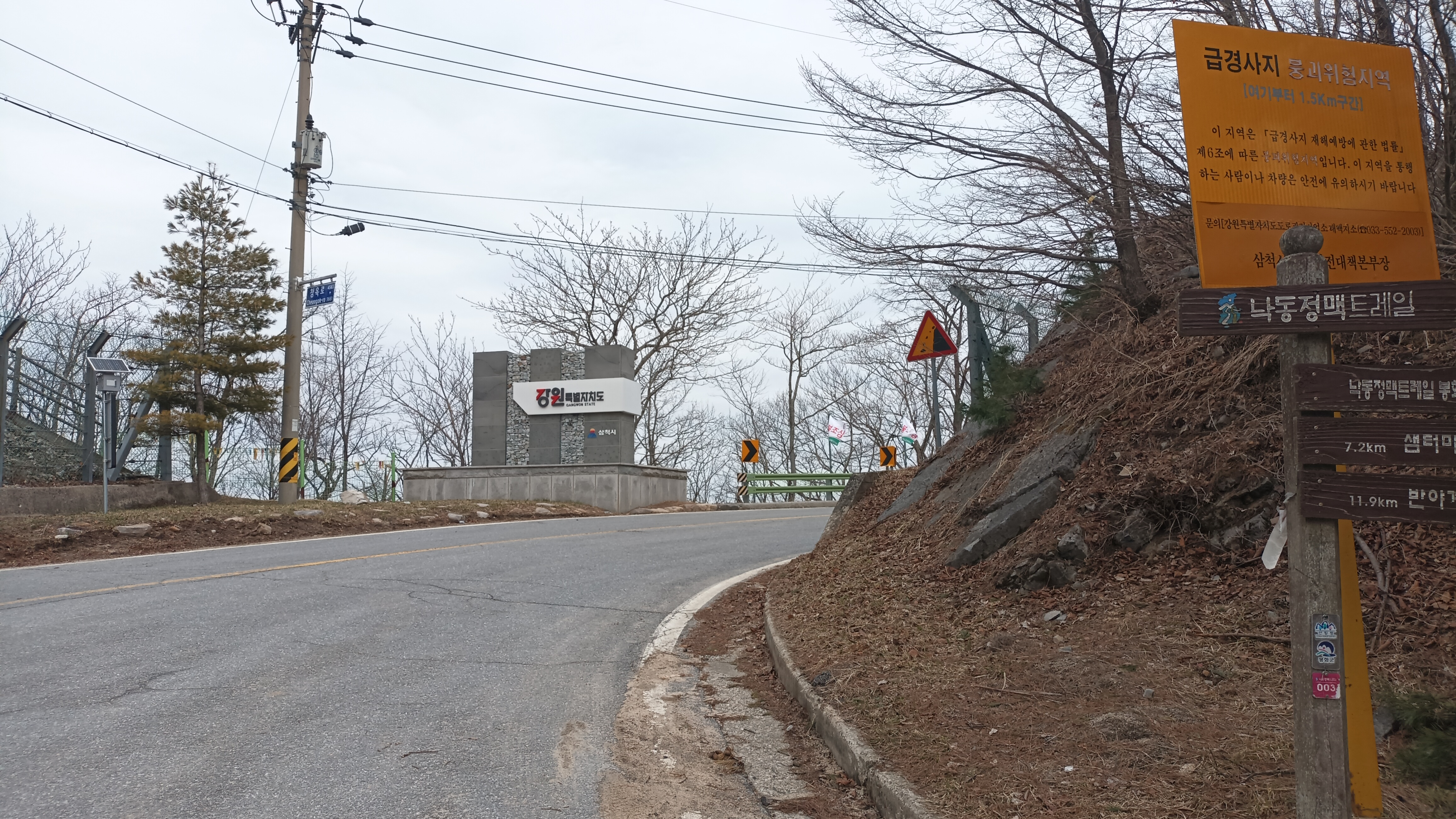
봉화군/삼척시의 석개재와 낙동정맥 트레일 안내판

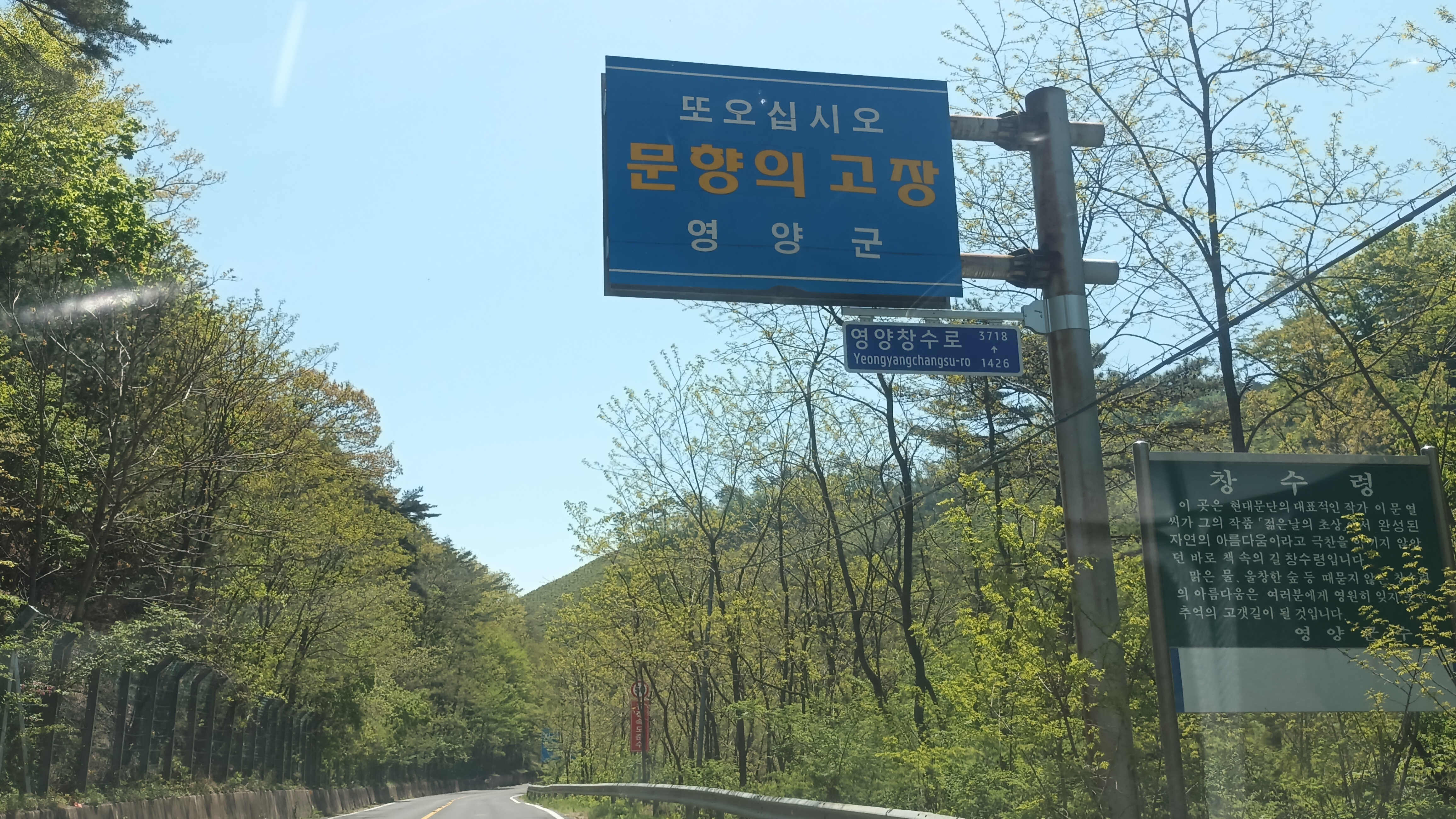
영양군/영덕군의 창수령과 지방도 제918호선

낙동정맥(洛東正脈)은 한반도 13정맥의 하나로 백두대간에서 갈라져 강원특별자치도 태백시의 구봉산(九峰山, 매봉산)에서 부산광역시 다대포의 몰운대(沒雲臺)에 이르는 산줄기의 옛 이름이다. 경상북도와 경상남도의 동해안과 내륙을 낙동강 유역을 가르는 분수령 산맥이다. 태백산맥 남부에 해당되지만, 분수령의 개념으로 산줄기를 파악한 우리 조상들의 산맥인식으로는 해안지방과 내륙지방의 자연조건에 따른 식생과 생활환경의 분기라는 점에서 더 큰 의미를 찾을 수 있다.

## 주요 산
낙동정맥은 조선시대 조상들이 인식하던 한반도의 산줄기체계는 하나의 대간(大幹)과 하나의 정간(正幹), 정맥으로 이루어진 것으로 산과 물이 조화를 이루어야 한다는 사상에서 비롯된 이들 맥은 10대강의 유역을 가름하는 분수산맥을 기본으로 삼고 있어 대부분의 산맥 이름이 강 이름과 밀접한 관련을 가진다.
낙동정맥은 낙동강 동쪽에 위치한 정맥으로, 백두산에서 지리산까지 전국토의 근골(筋骨)을 이룬 백두대간(白頭大幹)의 태백산 줄기인 구봉산에서 남쪽으로 갈라져 청송군의 주왕산과 영천시의 운주산(雲住山, 806 m)까지 높이 1,000m에 달하는 산줄기를 형성하고, 경주시 아화리의 낮은 구릉을 넘어 다시 경상남도의 가지산(加智山)과 영남알프스를 거쳐 부산 다대포의 몰운대까지로, 낙동강 동쪽 하구에서 끝난다.

## 구간
《사람과 산》 1대간 9정맥 종주지도집에서는 낙동정맥 전 구간을 13개 구간으로 나누었다. 낙동정맥은 도심지인 부산광역시 구간을 제외하고는 난이도가 높아 책자에서는 백두대간이 고속도로라고 한다면 낙동정맥은 2차선 지방도로 정도 된다고 평가하였다. 태백시, 봉화군, 울진군, 영양군 지역, 특히 석개재에서 답운치까지의 24 km 구간은 격오지로 구간 거리가 길고 탈출로가 거의 없다.

### 강원특별자치도
매봉산(백두대간에서 분기) 작은피재 - 구봉산(902 m) - 통리재(국도 제38호선 통과) - 백병산(1259 m) - 면산(1245 m) - 석개재(지방도 제910호선 통과) - 삿갓봉

### 경상북도
면산 - 석개재 - 삿갓봉 - 진조산(908 m) - 답운치(국도 제36호선 통과) - 통고산(1067 m) - (덕산지맥 분기) - 한티재(430 m, 국도 제88호선 통과) - 검마산(1017 m) - (금장지맥 분기) - 백암산(1004 m) - 창수령(지방도 제918호선 통과) - 맹동산(808 m) - (화림지맥 분기) - 화매재(지방도 제911호선 통과) - 황장재(국도 제34호선 통과) - 대둔산(900 m) - 주왕산(周王山, 907 m) - 주산재 - 피나무재 - 통점재 - (팔공기맥 분기) - 가사령 - (비학지맥 분기) - 침곡산(725 m) - 한티재 (국도 제31호선) - 운주산(806 m) - 이리재(지방도 제921호선 통과) - 시티재(국도 제28호선 통과) - 어림산(510 m) - 마치재 - 남사봉(470 m) - 만불산(275 m) - 사룡산(비슬기맥 분기) - 숲재 - 당고개(국도 제20호선 통과) - 백운산(892 m)

### 경상남도,울산광역시
백운산(892 m) - 고현산(1034 m) - 운문령 - 가지산(1241 m, 운문지맥 분기) - 석남령 - 신불산(1159 m) - 영축산(1081 m, 영축지맥 분기) - 정족산(749 m, 남암지맥 분기) - 천성산(922 m)- (용천지맥 분기) - 군지산(535 m) - 금정산(802 m)

### 부산광역시
군지산 - 금정산(802 m) - 산성고개 - 만덕고개 - 백양산(642 m) - 구덕산(562 m) - 몰운대

## 분기 지맥

### 덕산지맥
덕산지맥(德山枝脈)은 영양군의 칠보산(974 m) 남쪽 2.2km 지점에서 남서쪽으로 분기, 동화재(동화치), 덕산봉(690 m), 논골재, 정갈령, 벳티재, 금댕이재, 사부란재, 관재를 지나 반변천이 낙동강에 합류하는 안동시 용상동 법흥교 앞에서 종료되는 도상거리 73.1 km의 산줄기이다.

### 일월지맥
일월지맥은 덕산지맥에서 분기하여 일월산을 지나 반변천과 동천이 합류하는 영양 선바위에서 종료되는 연장 31.6 km의 산줄기이다. 

### 금장지맥

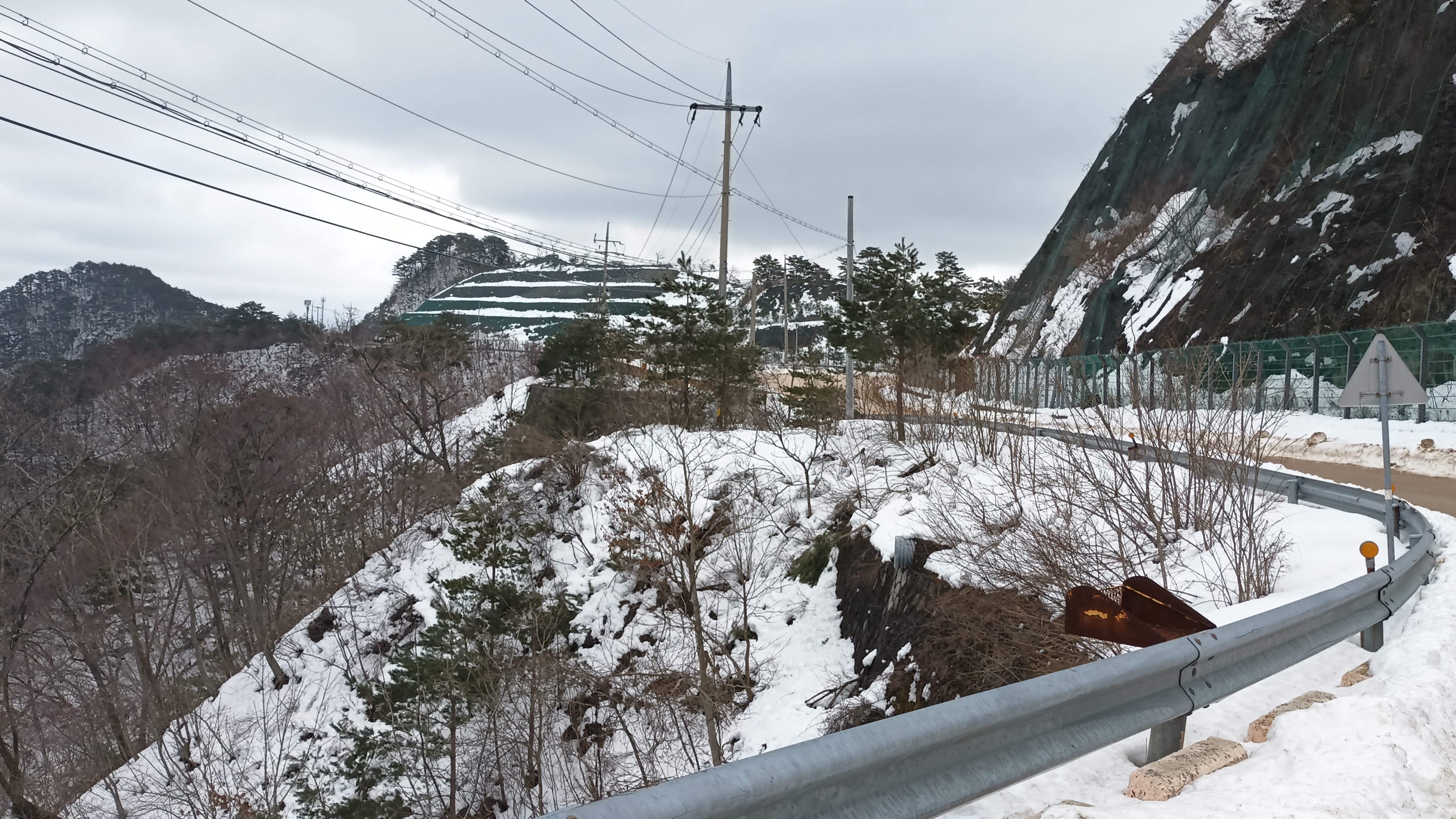
낙동정맥에서 분기된 금장지맥이 지나는 구주령

금장지맥(金藏枝脈)은 검마산 동측에서 북동쪽으로 분기되어 구주령과 금장산(862 m), 현종산을 지나 울진군 근남면 망양해수욕장으로 이어지는 연장 34.6 km의 산줄기이다.

### 칠보지맥
칠보지맥(七寶枝脈)은 삼승령에서 동쪽으로 분기되어 칠보산(810 m)을 지나 평해읍을 지나는 남대천이 동해로 나가는 곳에서 종료되는 도상거리 33.2 km의 산줄기이다.

### 화림지맥
화림지맥(華林枝脈)은 명동산 남측에서 남동쪽으로 분기되어 국사봉, 화림산(348 m), 자부터고개를 지나 강구항에서 종료되는 도상거리 32.7 km의 산줄기이다.

### 내연지맥
내연지맥(內延枝脈)은 포항시 기북면 성법리 성법령 서측에서 동쪽으로 분기되어 내연산, 동대산, 바데산, 매티재를 지나 강구항 남쪽 삼사해상공원으로 이어지는 연장 38.0 km의 산줄기이다.

### 보현지맥, 팔공기맥
보현지맥과 팔공기맥은 가사령 북측에서 분기되어 꼭두방재와 보현산을 지나 노귀재 서측의 석심산에서 팔공산으로 가는 팔공기맥과 북쪽으로 가는 보현지맥으로 분리된다. 각각 위천의 남쪽과 북쪽 경계를 형성한다. 총 연장은 보현지맥 167.2 km, 팔공지맥 126.2 km이다.

### 구암지맥
구암지맥(九岩枝脈)은 보현/팔공지맥에서 갈라져 구암산을 지나 삼자현, 노래산(794.2 m), 약산(583 m)을 거쳐 반변천과 길안천이 합류하는 곳으로 이어지는 연장 56.5 km의 산줄기이다.

### 갈라지맥
갈라지맥(葛羅枝脈)은 솟재 서측의 보현지맥에서 분기하여 황학산을 지나 안동시의 갈라산으로 이어지는 연장 49.5 km의 산줄기이다.

### 비슬지맥
140.3 km

### 호미지맥
101.5 km

### 운문지맥
33.4 km

### 영축지맥
영축지맥(靈鷲枝脈)은 영축산에서 분기하여 시살등(980.9m), 염수봉(816.1m), 배태고개, 금오산(765m), 구천산(九天山 630m), 만어산(669.6 m) 등을 지나 밀양강이 낙동강과 합류하는 삼랑진읍에서 종료되는 연장 43.8 km의 산줄기이다.

### 남암지맥
남암지맥(南巖枝脈)은 정족산에서 분기하여 남암산(544 m), 문수산(600 m), 영축산(352 m), 울산광역시 시내의 신선산(80 m)을 지나 돋질산으로 이어지는 연장 35.3 km의 산줄기이다.

## 비교
『산경표』에 기록되어 있는 산이름은 다음과 같다.
- 백병산(白屛山, 1,259m)
- 백령산(白嶺山, 1,004m)
- 주왕산(周王山, 907m)
- 주사산(朱砂山)
- 사룡산(四龍山, 685m)
- 단석산(斷石山, 829m)
- 가지산(加智山, 1,240m)
- 취서산(鷲棲山, 1,059m)
- 원적산(圓寂山, 812m)
- 금정산(金井山, 802m)

## 연구

### 자원
백암산, 주왕산국립공원, 내연산, 운문산 등 여러 명산을 지나는 낙동정맥 주변에는 다양한 관광자원이 분포한다. 114개 산지, 377개 호소, 90개 습지, 15개 폭포 등의 경관자원이 확인되었으며, 무제치늪, 화엄늪, 낙동강하구 3개 습지보호지역, 운문산, 왕피천 2개 생태·경관보전지역, 3개 야생생물보호구역, 신불산, 주왕산, 검마산, 반야골, 금강송 5개 산림유전자원보호구역 등이 있다. 이외에 양산시의 통도사와 부산광역시의 금정사, 범어사, 금정산성 등 역사문화자원이 낙동정맥을 따라 분포한다.

### 식생
낙동정맥은 태백시에서 부산광역시까지 남-북 방향으로 길게 늘어져 있어 온대 북부부터 난온대까지의 식생 변화가 뚜렷하게 나타난다. 태백시의 백병산에는 온대 북부 기후대의 거제수나무-신갈나무군락이 해발 1,000 m 이상에서만 출현했다. 부산광역시의 구덕산에는 곰솔림이 분포하며 그 외의 지역에는 신갈나무, 소나무, 참나무류 등이 분포한다.
강원특별자치도 삼척시 가곡면 풍곡리 덕풍마을 남쪽 용소골 지역에는 소나무군집, 박달나무군집, 황철나무군집, 신갈나무군집, 굴참나무군집 5개 유형의 식생이 분포한다. 능선부에 분포하는 소나무군집에는 꼬리진달래가 특징적으로 출현하며 수령은 30~115년으로 층위구조가 형성된 보호가치가 있는 숲으로 평가받았다. 울진군, 봉화군, 영양군 경계 지역 애미랑재 지역의 식생은 소나무군집, 소나무-신갈나무군집, 굴참나무군집, 신갈나무군집, 신갈나무-물박달나무무군집, 신갈나무-굴참나무, 일본잎갈나무군집 7개 유형으로 분류되었으며 종다양성은 낙동정맥의 타 지역에 비해 낮은 편이다.
영양군 일월면 북동부 칠보산 아래 절구골 지역의 식생은 소나무군락, 낙엽활엽수군락, 굴참나무군락, 신갈나무군락, 일본잎갈나무군락 5개 유형으로 분류되며 종 다양도 지수가 낙동정맥의 타 지역에 비해 높은 것으로 드러났다. 울진군 백암산 성시골(선시골, 온정면 선미리)지역의 식생은 소나무군락, 박달나무군락, 굴참나무군락, 졸참나무군락, 신갈나무군락, 일본잎갈나무군락 6개 유형으로 구분된다. 박달나무군락은 낙동정맥 구간에서 종 다양도가 높고 희소하여 보호가치가 있는 것으로 평가되었다.
경상남도 가지산~능동산 능선 구간의 주요 식생은 떡갈나무, 소나무, 신갈나무, 철쭉꽃, 미역줄나무이다. 수령은 30~75년이다.

## 같이 보기
- 산경표
- 백두대간
- 낙남정맥